# Det danske vejr
Det danske vejr er en dansk dokumentarfilm fra 1977 instrueret af Claus Ørsted.

## Handling
En Danmarksfilm, der adskiller sig ved at have vejret som forgrund. Hvad betyder vejret for danskerne i hverdagen, og hvordan former det landet og dets mennesker?